# Свети Маврикий (Анже)
„Свети Маврикий“ (на френски: Cathédrale Saint-Maurice d'Angers или „Сен Морис“) е католическа катедрала в град Анже, Франция.
Храмът е строен от 1032 до 1523 г. по заповед на епископите Норман дьо Доа и Гийом дьо Бомон на мястото на изгорялата сграда на старата църква. Посветен е на свети Маврикий. Освен с историческите си ценности, катедралата „Свети Маврикий“ е известна и със своите архитектурни особености. По-специално, витражите на сградата се считат за един от шедьоврите на френското занаятчийство от XIII век. А известните тъкани гоблени, изработени от Никола Батай и принадлежали някога на катедралата, сега са изложени в замъка Анже.
Днес катедралата е център на епархията на Анже и един от националните паметници на Франция.

## Интересни факти
През Средновековието църквата „Св. Маврикий“, наред с Амиенската катедрала, се съревновава да се сдобие с една от най-почитаните християнски реликви – главата на св. Йоан Кръстител.

## Галерия
- Прозорец-роза на северна страна
- Един от изгледите към катедралата
- Общ изглед на катедралата
- Вътрешното пространство на катедралата

## Погребани в катедралата
- Йоланда Арагонска – херцогиня на Анжу
- Рене Анжуйски – крал на Неапол
- Мари д'Анжу – кралица на Франция